# Salto (akrobatyka)

Salto – animacja

Salto – element gimnastyczny polegający na obrocie człowieka w powietrzu wokół osi prostopadłej do jego wysokości.
Podział salt:
- ze względu na kierunek obrotu:
  - w tył (back flip)
  - w przód (front flip)
  - bokiem (side flip)
- ze względu na pozycję w czasie wykonywania salta:
  - kuczne
  - łamane
  - proste (np. angel flip)

Ponadto w każdym salcie możliwy jest wielokrotny obrót wokół osi wzdłużnej do wysokości człowieka (śruba). Salto nie musi się składać tylko z jednego obrotu wokół prostopadłej osi (gdy jest więcej obrotów, powstaje salto podwójne czy potrójne) oraz być wykonywane w jednej i tej samej pozycji. W związku z powyższym istnieje nieograniczona liczba kombinacji wykonywania tego elementu.

## Rodzaje pozycji w salcie
Pozycja w salcie jest to układ ułożenia kończyn względem tułowia podczas jego wykonywania, czego efektem jest zmiana momentu bezwładności i odpowiednio większa bądź mniejsza prędkość kątowa. Występują trzy rodzaje pozycji:
- pozycja kuczna (salto kuczne) – pozycja, w której złączone nogi są maksymalnie ugięte w stawie kolanowym i biodrowym, tak aby uda dotykały klatki piersiowej. Dłonie trzymają nogi za podudzia tuż pod kolanami, a przedramiona są przyciśnięte do ud.
- pozycja łamana (salto łamane) – analogiczna do pozycji kucznej, jednakże nogi są proste w stawie kolanowym, a ręce trzymają podudzia od tylnej strony.
- pozycja prosta (salto proste) – pozycja odmienna od dwóch pozostałych. Tułów i nogi są wyprostowane, a ręce przyciśnięte od boku do tułowia. Możliwe jest także inne ułożenie rąk: są one ugięte, dociśnięte łokciami i przedramionami do klatki piersiowej.

Ze względu na niedokładność wykonywania powyższych pozycji przepisy Międzynarodowej Federacji Gimnastyki FIG (Fédération Internationale de Gymnastique) określają odpowiednie kąty ugięcia w stawach, dla których element zalicza się do odpowiedniej pozycji. I tak:
- dla pozycji kucznej: kąt pomiędzy górną częścią ciała a udami musi być mniejszy niż 135° i kąt pomiędzy udami a podudziami musi być mniejszy niż 135°;
- dla pozycji łamanej: kąt pomiędzy górną częścią ciała a udami musi być równy lub mniejszy niż 135°, a kąt pomiędzy udami a podudziami musi być większy niż 135°;
- dla pozycji prostej: kąt pomiędzy górną częścią ciała a udami musi być większy niż 135°.

## Salto Mortale
Salto Mortale (tzw. skok śmierci) – niebezpieczny skok akrobatyczny połączony z koziołkowaniem, z dużej wysokości.

## Salto Nullo
Salto Nullo (Null, zero, czyli nic) (pot. zaliczyć zerówkę) nie pokonując już pierwszej wysokości – wykonane podczas trzykrotnych nieudanych prób w takich dyscyplinach sportowych jak: skok o tyczce, skok w dal, trójskok itp.